# Led Zeppelin United Kingdom Tour 1970
Led Zeppelin United Kingdom Tour 1970 – trzecia brytyjska trasa koncertowa Led Zeppelin, która odbyła się zimą 1970 r.

## Program koncertów
1. "We're Gonna Groove"
2. "I Can't Quit You Baby"
3. "Dazed and Confused"
4. "Heartbreaker"
5. "White Summer"/"Black Mountain Side"
6. "Since I've Been Loving You"
7. "Thank You"
8. "What Is and What Should Never Be"
9. "Moby Dick"
10. "How Many More Times"

Bisy (zmieniały się na koncertach):
1. "Communication Breakdown"
2. "Whole Lotta Love"
3. "Bring It On Home"
4. "Long Tail Sally"
5. "C'mon Everybody"/"Something Else"

## Lista koncertów
1. 7 stycznia 1970 - Birmingham, Anglia - Birmingham Town Hall
2. 8 stycznia 1970 - Bristol, Anglia - Colston Hall
3. 9 stycznia 1970 - Londyn, Anglia - Royal Albert Hall
4. 13 stycznia 1970 - Portsmouth, Anglia - Guild Hall
5. 15 stycznia 1970 - Newcastle upon Tyne, Anglia - Newcastle City Hall
6. 16 stycznia 1970 - Sheffield, Anglia - Sheffield City Hall
7. 24 stycznia 1970 - Leeds, Anglia - University Refectory
8. 17 lutego 1970 - Edynburg, Szkocja - Usher Hall (pierwotnie planowany na 7 lutego; przeniesiony na 17 lutego)